# Steven Knight
Steven Knight CBE (Birmingham, 1959. augusztus 5. –) Oscar-díjra jelölt brit forgatókönyvíró, filmrendező és producer.
Forgatókönyves munkái közé tartozik a Gyönyörű mocsokságok (2002), az Eastern Promises – Gyilkos ígéretek (2007) és a Behálózva (2013). A 2013-ban bemutatott Kolibri-kód és Locke – Nincs visszaút című filmeket íróként és rendezőként is jegyzi.
A Who Wants to Be a Millionaire? című brit televíziós vetélkedő egyik megalkotója, melynek helyi változatát később számos országban bemutatták (Magyarországon Legyen Ön is milliomos! címmel). Knight nevéhez fűződik a Birmingham bandája és a Tabu című sorozatok megalkotása is.

## Filmográfia

### Film
| Év   | Magyar cím                          | Eredeti cím                  | Feladatkör | Feladatkör | Feladatkör |
| Év   | Magyar cím                          | Eredeti cím                  | Rendező    | Író        | Producer   |
| ---- | ----------------------------------- | ---------------------------- | ---------- | ---------- | ---------- |
| 2001 | Cigánylány                          | Gypsy Woman                  | Nem        | Igen       | Nem        |
| 2002 | Gyönyörű mocsokságok                | Dirty Pretty Things          | Igen       | Nem        | Nem        |
| 2006 | A szabadság himnusza                | Amazing Grace                | Nem        | Igen       | Nem        |
| 2007 | Eastern Promises – Gyilkos ígéretek | Eastern Promises             | Nem        | Igen       | Nem        |
| 2013 | Kolibri-kód                         | Hummingbird                  | Igen       | Igen       | Nem        |
| 2013 | Behálózva                           | Closed Circuit               | Igen       | Nem        | Nem        |
| 2013 | Locke – Nincs visszaút              | Locke                        | Igen       | Igen       | Nem        |
| 2014 | Az élet ízei                        | The Hundred-Foot Journey     | Nem        | Igen       | Nem        |
| 2014 | A hetedik fiú                       | Seventh Son                  | Nem        | Igen       | Nem        |
| 2014 | Gyalogáldozat                       | Pawn Sacrifice               | Nem        | Igen       | Nem        |
| 2015 | Az ételművész                       | Burnt                        | Nem        | Igen       | Nem        |
| 2016 | Szövetségesek                       | Allied                       | Nem        | Igen       | Vezető     |
| 2017 | A nő, aki előttünk jár              | Woman Walks Ahead            | Nem        | Igen       | Nem        |
| 2017 | Novemberi gyilkosság                | November Criminals           | Nem        | Igen       | Vezető     |
| 2018 | Ami nem öl meg                      | The Girl in the Spider's Web | Nem        | Igen       | Nem        |
| 2019 | Vihar előtt                         | Serenity                     | Igen       | Igen       | Igen       |
| 2021 | Karantén meló                       | Locked Down                  | Nem        | Igen       | Nem        |
| 2021 | Spencer                             | Spencer                      | Nem        | Igen       | Vezető     |
| 2024 |                                     | Maria                        | Nem        | Igen       | Vezető     |

### Televízió
| Év        | Magyar cím         | Eredeti cím                    | Feladatkör | Feladatkör      | Feladatkör | Megjegyzések                                       |
| Év        | Magyar cím         | Eredeti cím                    | Író        | Vezető producer | Alkotó     | Megjegyzések                                       |
| --------- | ------------------ | ------------------------------ | ---------- | --------------- | ---------- | -------------------------------------------------- |
| 1989      |                    | Commercial Breakdown           | Igen       | Nem             | Nem        |                                                    |
| 1990–1992 |                    | Canned Carrott                 | Igen       | Nem             | Nem        |                                                    |
| 1993–1997 |                    | The Detectives                 | Igen       | Nem             | Nem        | - forgatókönyvíró (31 epizód) - rendező (4 epizód) |
| 1998–2010 |                    | Who Wants to Be a Millionaire? | Igen       | Nem             | Igen       | forgatókönyvíró (4 epizód)                         |
| 2002–2004 |                    | All About Me                   | Igen       | Nem             | Igen       | forgatókönyvíró (2 epizód)                         |
| 2013–2022 | Birmingham bandája | Peaky Blinders                 | Igen       | Igen            | Igen       |                                                    |
| 2017      | Tabu               | Taboo                          | Igen       | Igen            | Igen       |                                                    |
| 2019–2022 |                    | See                            | Igen       | Igen            | Igen       |                                                    |
| 2019      | Karácsonyi ének    | A Christmas Carol              | Igen       | Igen            | Nem        | minisorozat                                        |
| 2022      | Engedetlen hősök   | SAS: Rogue Heroes              | Igen       | Igen            | Igen       |                                                    |
| 2023      | Szép remények      | Great Expectations             | Igen       | Igen            | Nem        |                                                    |
| 2023      | A láthatatlan fény | All the Light We Cannot See    | Igen       | Nem             | Igen       | társalkotó: Shawn Levy                             |
| 2024      |                    | This Town                      | Igen       | Igen            | Igen       |                                                    |
| 2024      | A lepel            | The Veil                       | Igen       | Igen            | Igen       |                                                    |
| 2025      | Ezer bokszütés     | A Thousand Blows               | Igen       | Igen            | Igen       |                                                    |

## Fordítás
- Ez a szócikk részben vagy egészben  a   Steven Knight című angol Wikipédia-szócikk ezen változatának fordításán alapul.  Az eredeti cikk szerkesztőit annak laptörténete sorolja fel. Ez a jelzés csupán a megfogalmazás eredetét és a szerzői jogokat jelzi, nem szolgál a cikkben szereplő információk forrásmegjelöléseként.